# Promozione Marche 1972-1973
Nella stagione 1972-1973 la Promozione era il quinto livello del calcio italiano (il massimo livello regionale). Qui vi sono le statistiche relative al campionato in Marche.
Il campionato è strutturato in vari gironi all'italiana su base regionale, gestiti dai Comitati Regionali di competenza. Promozioni alla categoria superiore e retrocessioni in quella inferiore non erano sempre omogenee; erano quantificate all'inizio del campionato dal Comitato Regionale secondo le direttive stabilite dalla Lega Nazionale Dilettanti, ma flessibili, in relazione al numero delle società retrocesse dal Campionato Interregionale e perciò, a seconda delle varie situazioni regionali, la fine del campionato poteva avere degli spareggi sia di promozione che di retrocessione.

## Squadre partecipanti
| Squadra                   | Città                                  | Stagione precedente |
| ------------------------- | -------------------------------------- | ------------------- |
| G.S. Castelfidardo        | Castelfidardo (AN)                     |                     |
| A.S. Cupramontana         | Cupramontana (AN)                      |                     |
| A.S. Cuprense             | Cupra Marittima (AP)                   |                     |
| S.S. Ennio Passamonti     | Camerino (MC)                          |                     |
| A.S. Falconarese          | Falconara Marittima (AN)               |                     |
| U.S. Fortitudo Fabrianese | Fabriano (AN)                          |                     |
| U.S. Metaurense           | Calcinelli di Saltara (PS)             |                     |
| U.S. Osimana              | Osimo (AN)                             |                     |
| S.S. Portorecanati        | Porto Recanati (MC)                    |                     |
| S.S. Real Montecchio      | Montecchio di S.Angelo in Lizzola (PS) |                     |
| U.S. Recanatese           | Recanati (MC)                          |                     |
| S.S. Settempeda           | San Severino Marche (MC)               |                     |
| U.S. Tolentino            | Tolentino (MC)                         |                     |
| A.S. Urbino               | Urbino                                 |                     |
| U.S. Vigor Senigallia     | Senigallia (AN)                        |                     |
| S.P. Vis-Sauro            | Pesaro                                 |                     |

## Classifica finale
|  | Pos. | Squadra              | Pt | G  | V  | N  | P  | GF | GS | DR  |
|  | ---- | -------------------- | -- | -- | -- | -- | -- | -- | -- | --- |
|  | 1.   | Vis Sauro Pesaro     | 39 | 30 | 14 | 11 | 5  | 34 | 19 | +15 |
|  | 2.   | Vigor Senigallia     | 38 | 30 | 14 | 10 | 6  | 47 | 32 | +15 |
|  | 2.   | Osimana              | 38 | 30 | 13 | 12 | 5  | 35 | 23 | +12 |
|  | 4.   | Settempeda           | 37 | 30 | 14 | 9  | 7  | 34 | 21 | +13 |
|  | 5.   | Tolentino            | 35 | 30 | 13 | 9  | 8  | 43 | 28 | +15 |
|  | 6.   | Metaurense           | 34 | 30 | 14 | 6  | 10 | 42 | 30 | +12 |
|  | 7.   | Ennio Passamonti     | 32 | 30 | 13 | 6  | 11 | 43 | 40 | +3  |
|  | 7.   | Cupramontana         | 32 | 30 | 11 | 10 | 9  | 47 | 37 | +10 |
|  | 7.   | Falconarese          | 32 | 30 | 12 | 8  | 10 | 40 | 25 | +15 |
|  | 10.  | Fortitudo Fabrianese | 31 | 30 | 11 | 9  | 10 | 31 | 31 | 0   |
|  | 11.  | Real Montecchio      | 27 | 30 | 9  | 9  | 12 | 34 | 38 | -4  |
|  | 12.  | Castelfidardo        | 25 | 30 | 6  | 13 | 11 | 36 | 54 | -18 |
|  | 13.  | Cuprense             | 24 | 30 | 7  | 10 | 13 | 29 | 49 | -20 |
|  | 14.  | Urbino               | 19 | 30 | 5  | 9  | 16 | 38 | 57 | -19 |
|  | 15.  | Portorecanati        | 19 | 30 | 6  | 7  | 17 | 37 | 67 | -30 |
|  | 16.  | Recanatese           | 18 | 30 | 5  | 8  | 17 | 25 | 44 | -19 |

Legenda:
      Promosso in Serie D 1973-1974.
      Retrocesso in Prima Categoria.
Regolamento:
Due punti a vittoria, uno a pareggio, zero a sconfitta.